# Wiang Sa (huyện)
Wiang Sa (tiếng Thái: เวียงสา) là một huyện (amphoe) ở trung bộ thuộc tỉnh Nan, phía bắc Thái Lan.

## Địa lý
Các huyện giáp ranh (từ phía nam theo chiều kim đồng hồ): Na Noi, Ban Luang, Phu Phiang và Mae Charim thuộc tỉnh Nan, Rong Kwang, Song thuộc tỉnh Phrae. Phía đông là tỉnh Xaignabouli của Lào.

## Lịch sử
Tiểu huyện Mueang Sa được lập năm 1908, gồm 7 tambon Mueang Sa, Ai Na Lai, Ban San, Ban Khueng, Pong Sanuk, Nam Khao và Lai Na được tách ra từ Mueang Nan. Năm 1909, đơn vị này đã được nâng cấp thành huyện. Năm 1917, huyện được đổi tên thành Phun Yuen (บุญยืน), do văn phòng huyện nằm ở tambon này. Năm 1939, huyện được đổi tên trở lại tên lịch sử, chỉ bỏ từ Mueang vốn dành cho các huyện thủ phủ của tỉnh. Huyện đã được đổi tên thành Wiang Sa ngày 23 tháng 1 năm 1986.

## Hành chính
Huyện này được chia thành 17 phó huyện (tambon), các đơn vị này lại được chia ra thành 126 làng (muban). Klang Wiang là một thị trấn (thesaban tambon) và nằm trên một số khu vực của tambon Klang Wiang. Có 15 Tổ chức hành chính tambon.
| STT | Tên             | Tên tiếng Thái | Số làng | Dân số |  |
| --- | --------------- | -------------- | ------- | ------ |  |
| 1.  | Klang Wiang     | กลางเวียง       | 14      | 10.865 |  |
| 2.  | Khueng          | ขึ่ง             | 7       | 4.038  |  |
| 3.  | Lai Nan         | ไหล่น่าน         | 8       | 3.535  |  |
| 4.  | Tan Chum        | ตาลชุม          | 7       | 4.033  |  |
| 5.  | Na Lueang       | นาเหลือง        | 7       | 3.238  |  |
| 6.  | San             | ส้าน            | 10      | 7.208  |  |
| 7.  | Nam Muap        | น้ำมวบ          | 8       | 3.178  |  |
| 8.  | Nam Pua         | น้ำปั้ว           | 6       | 4.127  |  |
| 9.  | Yap Hua Na      | ยาบหัวนา        | 7       | 4.594  |  |
| 10. | Pong Sanuk      | ปงสนุก          | 4       | 1.400  |  |
| 11. | Ai Na Lai       | อ่ายนาไลย       | 11      | 6.946  |  |
| 12. | San Na Nong Mai | ส้านนาหนองใหม่   | 4       | 1.824  |  |
| 13. | Mae Khaning     | แม่ขะนิง         | 7       | 3.576  |  |
| 14. | Mae Sakhon      | แม่สาคร         | 6       | 2.615  |  |
| 15. | Chom Chan       | จอมจันทร์        | 8       | 3.973  |  |
| 16. | Mae Sa          | แม่สา           | 7       | 2.866  |  |
| 17. | Thung Si Thong  | ทุ่งศรีทอง        | 5       | 2.326  |  |